# Wolf (2008)
Wolf (Originaltitel: Varg) ist ein schwedisches Filmdrama von Regisseur Daniel Alfredson aus dem Jahr 2008.

## Handlung
Nejlas großes Vorbild ist sein Onkel Klemens. Klemens ist ein eigenbrötlerischer Einzelgänger, der die Rentierherde seines Bruders hütet, nachdem er seine eigene verloren hat. Nejla wünscht sich nichts mehr, als in die Fußstapfen seines Onkels zu treten, und verbringt so viel Zeit er nur kann mit ihm und der Herde. Doch seine Eltern haben andere Pläne für ihn. Er soll zur Schule gehen und eine vernünftige Ausbildung machen. Als ein Wolf die Herde bedroht, tun Klemens und Nejla alles, um ihre Rentiere zu beschützen. Das bringt sie jedoch in Konflikt mit dem Gesetz und Klemens tut alles, um seinen Neffen zu beschützen.